# Wojskowa Akademia Polityczna im. W.I. Lenina
Wojskowa Akademia Polityczna im. W.I. Lenina odznaczona Orderami Lenina, Rewolucji Październikowej i Czerwonego Sztandaru, Wojenno-Politiczieskaja Akadiemija imieni Władimira Iliczia Lenina (ros. Военно-политическая орденов Ленина и Октябрьской революции Краснознамённая академия имени Владимира Ильича Ленина) – radziecka uczelnia wojskowa kształcąca oficerów politycznych, od 1938 r. w Moskwie.
5 listopada 1919 Rozkazem Dowódcy Piotrogradzkiego Okręgu Wojskowego utworzono w Piotrogrodzie Instytut Nauczycielski Armii Czerwonej. Tym samym rozkazem Instytut otrzymał imię N.G. Tołmaczowa. Komendantem instytutu mianowano doświadczonego pracownika politycznego M. Apletina. 
W styczniu 1923 r. uczelnia otrzymuje status akademicki jako Wojskowy Instytut Polityczny im. N.G. Tołmaczowa.
W październiku 1934 r. Wojskowa Akademia Polityczna została odznaczona Orderem Lenina za wielkie zasługi i osiągnięcia w szkoleniu pracowników politycznych oraz z okazji 15-lecia jej powstania. 11 stycznia 1938 Akademia otrzymała imię W.I. Lenina. Jednocześnie podjęto decyzję o przeniesieniu akademii z Leningradu do stolicy Związku Radzieckiego - Moskwy, co świadczyło o jej randze i rosnącej roli w szkoleniu pracowników politycznych Armii Czerwonej w obliczu zaostrzonej sytuacji międzynarodowej oraz rosnącego niebezpieczeństwa nowej wojny.
Od października 1941 do sierpnia 1943 Akademię ewakuowano do miasta Belebej w Baszkirskiej Autonomicznej Socjalistycznej Republice Radzieckiej.
W lipcu 1943 r. w związku ze zwiększonym zapotrzebowaniem walczącego wojska na kadry pracowników politycznych oraz w celu skrócenia czasu ich szkolenia decyzją Komitetu Obrony Państwa ZSRR Wojskowa Akademia Polityczna została przekształcona w roczne Wyższe Ogólnowojskowe Kursy Polityczne.
7 maja 1947 r. na podstawie dekretu Komitetu Centralnego KPZR została przywrócona Wojskowa Akademia Polityczna im. W.I. Lenina.
7 grudnia 1991 r. na podstawie zarządzenia Prezydenta RFSRR oraz w związku ze zniesieniem w siłach zbrojnych wojskowych organów politycznych oraz aparatu politycznego akademia została przemianowana na Akademię Humanitarną Sił Zbrojnych Federacji Rosyjskiej, kierowaną przez generała pułkownika A.N. Koliniczenko (grudzień 1991 – wrzesień 1992) i B.A. Omeliczewa (wrzesień 1992–1994).